# تكثيف الحمض النووي

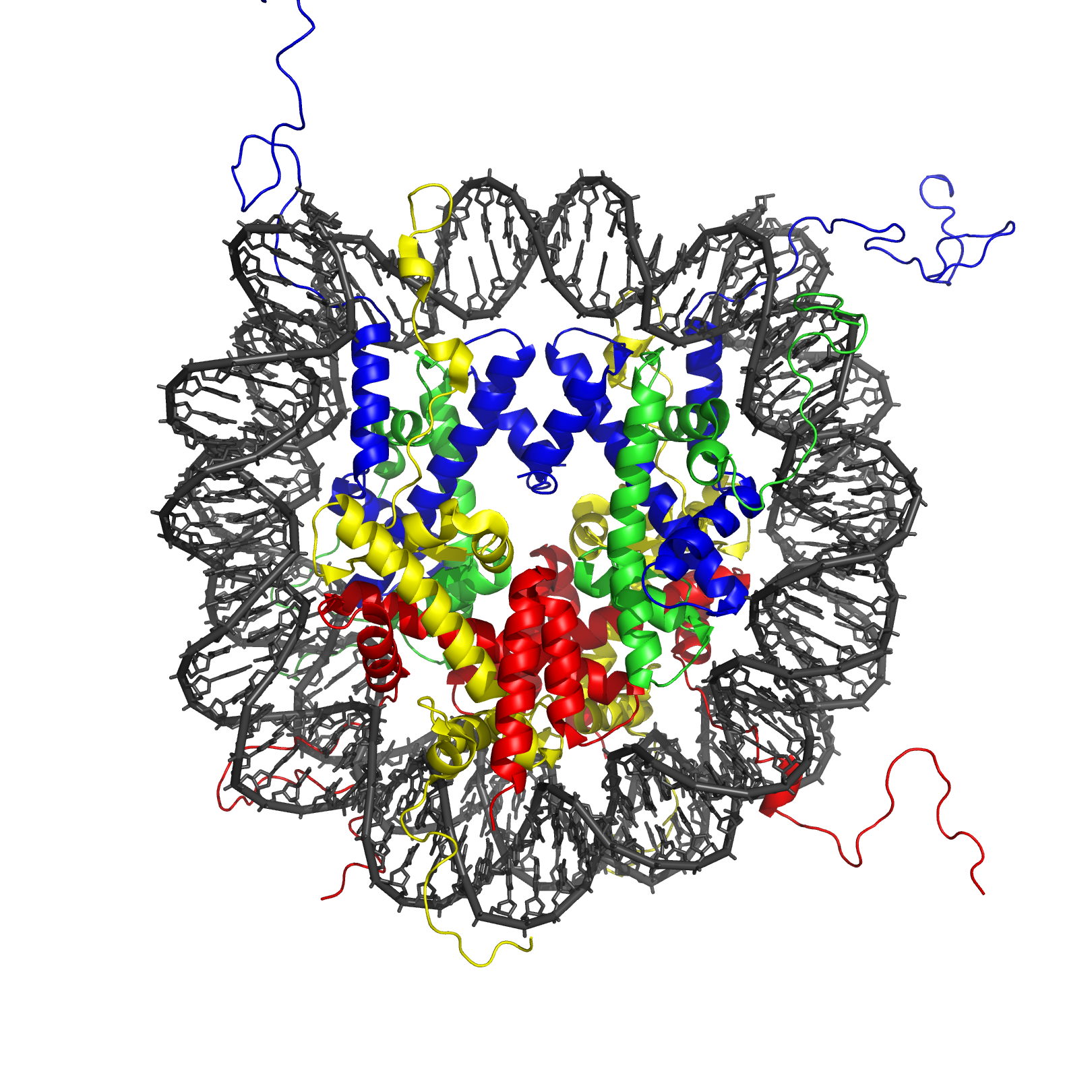

تكثيف الحمض النووي(بالإنجليزية: DNA condensation)‏ يشير إلى عملية ضغط جزيئات الحمض النووي في المختبر أو في الخلية الحية.التفاصيل الميكانيكية لضفط الحمض النووي ضرورية لممارسة عمله في عملية تنظيم الجينات في الأنظمة الحية.الحمض النووي المكثف له خصائص مدهشة، لدرجة لا تسمح بتنبؤ من المفاهيم الكلاسيكية لتمييع الحلول. ولهذا يعتبر تكثيف الحمض النووي في المختبر بمثابة نظام نموذجي للعديد من العمليات الفيزياء، الكيمياء الحيوية، وعلم الأحياء.وبالإضافة إلى ذلك فإن تكثيف الحمض النووي لديه العديد من التطبيقات المحتملة في كل من الطب والتقانات الحيوية.
يبلغ قطر الحمض النووي هو حوالي 2 نانومتر، في حين قد يكون طول جزيء واحد ممدد تصل إلى عدة عشرات من سنتيمترات وذلك تبعا للكائن الحي.وللشكل الحلزوني المزدوج للحمض النووي دور في اكتسابه صلابة كبيرة، بما في ذلك الخواص الميكانيكية لهيكل فوسفات -السكر، التنافر الكهربائي بين الفوسفات(الحمض النووي في المتوسط يحمل شحنة سالبة بمعدل واحدة لكل 0.17 نانومتر من الشكل الحلزوني المزدوج)، تفاعلات التراص بين القواعد في كل سلسلة منفردة، والتفاعلات بين السلسلتين. يعتبر الحمض النووي من أصلب المبلمرات الطبيعية، بإلاضافة إلى كونه من أطولها أيضا.وهذا يعني أنه يمكن اعتبار المسافات الكبيرة في الحمض النووي كحبل مرن، وعلى نطاق المسافات القصيرة منها كقضيب قاسي. كخرطوم مياه، الحمض النووي المفكك سيشغل عشوائياً حجم أكبر كثيرا مما لو كان نفسه مضغوطا.رياضيا لسلسلة مرنة غير مرتبطة تنتشر عشوائيا في الابعاد الثلاثية، فإن مقياس المسافة من نهاية إلى نهاية كقياس الجذر التربيعي لطول البوليمر. للبوليمرات الحقيقية مثل الحمض النووي هذا يعطي فقط تقديراً تقريبيا جداً، ما هو المهم، أن المساحة المتاحة للحمض النووي في الحية هو أصغر بكثير من المساحة التي سيشغلها في حالة الانتشار الحر في الملحول.من أجل التغلب على القيود التي تفرض على حجم الحمض النووي أثناء التخزين، الحمض النووي يحتوي على خاصية ملفتة للنظر إذ يلتف حول نفسه في ظروف المحلول المناسبة بمساعدة الأيونات والجزيئات الأخرى. بالعادة، يعرف تكثيف الحمض النووي بأنه «انهيار كبيروممتد بسلاسل الحمض النووي إلى جزيئات مضغوطة بشكل منظم تحتوي على جزئ واحد أو عدد قليل فقط من الجزيئات». وهذا التعريف ينطبق على العديد من الحالات في المختبر وهو أيضا قريب من تعريف التكثيف للحمض النووي في البكتيريا إذ «يعتمدعلى التركيز النسبي للمادة المضغوطة في المساحة المتاحة». .في حقيقيات النوى حجم الحمض النووي وعدد الجهات المشاركة الأخرى أكبر بكثير من غيره، كما ويشكل الحمض النووي أمر ملايين الجزيئات من البروتين النووي، نوكليوسوميس، وهو المستوى الأول من عدة مستويات من مراحل ضغط الحمض النووي 

## تكثيف الحمض النووي في الفيروسات
في الفيروسات والفيروسات اكل البكتيريا، تحاط المادة الوراثية بنوعيها (الحمض النووي الرايبوزي منقوص الاكسجين والحمض الرايبوزي)بغلاف برونيني، في بعض الأحيان كذلك تكون مغلفة بغشاء دهني. يخزن الحمض النووي المزدوج في الغلاف البروتيني مكونا مايشكل ملفا، والتي يمكن أن يكون فيها أنواع مختلفة من الالتواءات مما يؤدي إلى حالات مختلفة من التعبئة البلورية السائلة. هذه التعبئة أو الانضغاط ممكن أن يتحول من سداسي الشكل إلى حالة تراصف تام للجزئيات الى حالة متكافىء الجزئيات في مراحل مختلفة من أداء الفيروس. على الرغم أن السلسلة اللولبية المزدوجة دائماً تكون مصطفة، إلا أن الحمض النووي داخل فيروسات لا يمثل حالة بلورية سائلة حقيقة، نظراً لأنها تفتقر إلى الميوعة.من ناحية أخرى فإن الحمض النووي المكثف في المختبر، على سبيل المثال بمساعدة متعدد الأمين التي هو أيضا موجود في الفيروسات، يعتبر في ذات الوقت محليا منظما ومائعاً.

## تكثيف الحمض النووي في البكتيريا
في البكتيريا يضغط الحمض النووي بمساعدة البروتين وعديد الامين، يحتل البروتين المرتبط بالحمض النووي ما نسبته الربع من مساحة التخزين الداخلية، بحيث تشكل طور لزج مركز بخصائص الحالة البلورية السائلة، تدعى شبه نواة أو نيكليوتيد.و بنفس الطريقة التي يضغط فيها الحمض النووي الموجود في الميتوكندريا والبلاستيدات الخضراء.الحمض النووي البكتيري في بعض الأحيان يشار إليه بالكروموسوم البكتيري. تطورالنوكليويد في البكتيريا يمثل حلاً هندسيا وسطا ما بين ضغط الحمض النووي الخالي من البروتين في الفيروسات وضغط الحمض النووي المحدد بالبروتين في حقيقة النواة

## تكثيف الحمض النووي في الخلايا حقيقة النواة
الحمض النووي في حقيقة النواة بطوله النموذجي المتكون من عشرات السنتيمترات يجب أن يضغط بطريقة منظمة وتمكن من الوصول إِليه بسهولة في المساحة المتاحة بالميكروميتير داخل النواة. في الخلية حقيقة النواة وحيدة الخلية والمعروفة ب ثنائية الاسواط، من الممكن تمييز حالة ترتيب الكروموسومات البلورية السائلة ، مع غياب بشكل كامل أو مع تكملة مخفضة جداً من بروتينات الهستون. وبكل الأحوال يعتبر هذا هو الاستثناء الوحيد في عالم الخلايا حقيقية النواة. في باقي الخلايا حقيقة النواة، الحمض النووي يترتب داخل النواة بمساعدة بروتين الهستون. وفي هذه الحالة يعتبر المستوى الأساسي والأول في عملية ضغط الحمض النووي هو النوكليوسوم، بحيث يتم التفاف السلسلة الحلزونية المزدوجة حول الهيستون الثامني، والتي تحتوي على نسختين من كل نوع من الهيستونات التالية H2A, H2B, H3 and H4

## تكثيف الحمض النووي في المختبر
من الممكن أن يستحث التكثيف للحمض النووي في المختبر، إما عن طريق تطبيق قوة خارجية لجمع السلستين المزدوجتين معا، أو حث قوى الانجذاب بين جزيئات الحمض النووي.يمكن تحقيقه في السابق بمساعدة الضغط الاسموزي حيث يوفر مزاحمة محايدة للبوليمر في وجود وسط من الأملاح احادية التكافؤ.في هذه الحالة القوى التي تعمل على دفع السلاسل الحلزونية المزدوجة معا تأتي من الاصطدامات العشوائية الفوضوية مع حشد البلوليمرات المحيطة بالحمض النووي المتكثف، في الوقت الذي يستخدم فيه الملح لمعادلة شحنة الحمض النووي وتقليل تنافر حمض النووي مع حمض نووي.الاحتمال الثاني يمكن أن يتحقق بتحفيز التفاعلات التجاذب بين جزئيات الحمض النووي من خلال الشحنة الموجبة المرتبطة متعددة التكافؤ (متعددي الأيونات المعدنية، الشحنات الموجبة غير العضوية، متعدد الأمين، بروتامينيس، الببتيد، الدهون، ليبوزومات والبروتين)

## فيزيائية تكثيف الحمض النووي
إن تكثيف سلسة طويلة لولبية مزدوجة تعتبر مرحلة انتقالية حادة وحرجة، والذي يحدث ضمن فترة زمنية ضيقة بتركيز عوامل التكثيف.[ref]وبسبب ان السلسلتن الولبيتين ترتبط ارتباط وثيقا ببعضها البعض في مرحلة المكثفة، مما يؤدي إلى إعادة تشكيل جزيئات الماء، الذي يؤدي إلى ما يسمى قوة الترطيب.[ref]من أجل فهم الجذب بين جزيئات الحامض النووي المشحونة سلبا، يتعين على المرء أن يأخذ في الاعتبار العلاقات المتبادلة بين أعداد الأيونات في المحلول.[ref]

## تكثيف الحمض النووي وتنظيم الجينات
في الوقت الحاضر تستند أوصاف تنظيم الجينات على التقارب في إتزان الارتباط في المحاليل المخففة، على الرغم من أنه من الواضح أن هذه الافتراضات هي في الواقع انتهكت في الكروماتين. التقارببية في المحاليل المحففة انتهكت لسببين.أولا، محتوى الكروماتين هو أبعد من أن يكون مخفف، وثانيا، إن أعداد الجزيئات المشاركة في بعض الأحيان متفاوت من قبل البروتين للحمض النووي المكثف وغير المكثف.وهكذا في الحمض النووي المكثف كلا معدلات التفاعل من الممكن أن تتغير كما أن اعتمادهم على تركيزات المواد المتفاعلة قد تصبح غير الخطية.